# Don Juan DeMarco
Don Juan DeMarco é um filme estadunidense de 1995, do gênero romance, dirigido por Jeremy Leven e produzido por Francis Ford Coppola, Michael De Luca e Fred Fuchs.

## Sinopse
A melhor parte do amor é perder todo  o senso de realidade!
Um rapaz usando uma máscara negra, ameaça jogar–se do alto de um edifício. O jovem artista John Arnold DeMarco afirma ser Don Juan (Johnny Depp), o lendário conquistador de mulheres. Por ter perdido seu verdadeiro amor, caiu num estado de depressão profunda. O psiquiatra Jack Mickller (Marlon Brando) é chamado para salvá-lo. No início, o psiquiatra parece cansado, pronto para aposentar-se. Mas, a medida que Don Juan começa a descrever sua vida amorosa, Jack sente-se revigorado. Ambos se envolvem num curioso relacionamento que beneficia até a mulher do psiquiatra, Marilyn Mickler (Faye Dunaway) sempre relegada a segundo plano pelo marido.

## Elenco
- Johnny Depp .... John Arnold "Don Juan" DeMarco
- Marlon Brando .... Dr. Jack Mickler
- Faye Dunaway .... Marilyn Mickler
- Géraldine Pailhas .... Donna Ana
- Bob Dishy .... Dr. Paul Schowalter
- Rachel Ticotin .... Dona Inez
- Talisa Soto .... Dona Julia
- Richard C. Sarafian .... Detetive Sy Tobias
- Stephen Singer .... Dr. Bill Dunsmore
- Franc Luz .... Don Antonio
- Carmen Argenziano .... Don Alfonzo
- Jo Champa .... Sultana Gulbeyaz
- Marita Geraghty

## História do personagem
Don Juan é um personagem fictício, geralmente tido como símbolo da libertinagem. Originado no folclore, adquiriu forma literária no romance do século XVII El Burlador de Sevilla (1630), atribuído ao dramaturgo espanhol Tirso de Molina. Posteriormente, tornou-se o herói-vilão de romances, peças teatrais e poemas; a sua lenda adquiriu popularidade permanente através da ópera de Mozart Don Giovanni (1787). Em 1824, o poeta britânico Lord Byron faz o que seria sua mais marcante passagem do personagem pela literatura, reúne como ninguém a poesia épica à sátira e faz o maléfico sedutor tornar-se uma vítima do amor de belas mulheres. A história de intrigas e seduções vira uma denúncia aos abusos da Inglaterra vitoriana e de crítica aos rivais literários do excêntrico lorde.
Don Juan visa o poder em suas relações amorosas: sacrificar as mulheres à sua glória, pela glória dominar os outros homens, e seu domínio se exerce de forma teatral: no espaço coletivo ele procura as mulheres a quem seduzir e quando as conquista, ele traz para um lugar oculto, privado. E finalmente o que interessa é devolver a mulher já marcada pela posse e entregá-la, ao espaço público dessa multidão que assiste ao seu triunfo. Fazendo-se espetáculo, ele garante que não exista mais rival para seus feitos ou controle para suas ações.
E isto é o que há de mais notável na ação de Don Juan: ele domina os homens por um recurso único, o de teatralizar o social.

## Principais prêmios e indicações
Oscar 1996 (EUA)
- Indicado na categoria de melhor canção original (Have You Ever Really Loved a Woman?).

Globo de Ouro 1996 (EUA)
- Indicado nas categorias de melhor trilha sonora e melhor canção original (Have You Ever Really Loved a Woman?).